# 驛前大通停留場
驛前大通停留場（日语：／ Ekimae-ōdori teiryūjō */?），是位於愛知縣豐橋市站前大通，豐橋鐵道東田本線的電車站。車站編號為2。
此站記載了曾經存在的名豐大廈前停留場（日语：／）。

## 歷史
- 1952年（昭和27年） - 豐橋交通（後來為豐橋鐵道）開設驛大通停留場。該停留場位於現時電車站靠近新川停留場一方。
- 1968年（昭和43年）10月1日 - 驛大通停留場改名為名豐大廈前停留場[1]。
- 1969年（昭和44年）
  - 1月10日 - 隨著進行公共停車場建設工程，電車站暫停營業[1]。
  - 10月4日 - 電車站廢止[1]。
- 2005年（平成17年）3月31日 - 驛前大通停留場啟用。

## 電車站構造
電車站位於共用軌道（站前大通（杜鵑花通））上，設有2面2線的相對式月台（設有安全島）。月台上設有上蓋。月台與道路之間設有斜度。

## 電車站周邊
- 開發大廈（日语：開発ビル） 大廈內設有豐橋市站前窗口中心[2]、豐橋公証人合同役場[3]、豐橋市之旅行券窗口（於2019年4月開設[a] ）。
- 豐橋市站前公共第一停車場[6]
- 東海漬物（日语：東海漬物）總部
- 名鐵觀光服務（日语：名鉄観光サービス）豐橋分店
- 中京電視台豐橋分局
- 廣小路（日语：広小路）
- 驛前大通（日语：愛知県道143号豊橋停車場線）
- 杜鵑花通（日语：愛知県道143号豊橋停車場線）
- 萱町通
- 廣小路通

## 巴士路線
豐鐵巴士「驛前大通」巴士站位於電車站東邊。
- 豐橋技科大線（日语：豊鉄バス豊橋営業所#豊橋技科大線）
- 三本木線（日语：豊鉄バス豊橋営業所#三本木線）
- 飯村岩崎線（日语：豊鉄バス豊橋営業所#飯村岩崎線）
- 牛川金田線（日语：豊鉄バス豊橋営業所#牛川金田線）
- 岩田團地線（日语：豊鉄バス豊橋営業所#岩田団地線）,岩田團地豐橋市民醫院線（日语：豊鉄バス豊橋営業所#岩田団地豊橋市民病院線）
- 西口線（日语：豊鉄バス豊橋営業所#西口線）,西口豐橋市民醫院線（日语：豊鉄バス豊橋営業所#西口豊橋市民病院線）
- 天伯團地線（日语：豊鉄バス豊橋営業所#天伯団地線）
- 豐橋和田辻線（日语：豊鉄バス新城営業所#豊橋和田辻線）,和田辻豐橋市民醫院線（日语：豊鉄バス新城営業所#和田辻豊橋市民病院線）
- 二川線（日语：豊鉄バス豊橋営業所#二川線）

## 相鄰電車站
豐橋鐵道
東田本線
站前（1）－驛前大通（2）－新川（3）

## 注腳

## 相關資料
- 豐橋百科事典編集委員會 (编). . 豐橋市文化市民部文化課 （日语）.